# 米光亮
米光 亮（よねみつ りょう、1958年9月1日 - ）は、日本の作曲家、編曲家。広瀬香美、光GENJIらの楽曲の編曲、日本ファルコム、ナムコのゲームミュージックの編曲も多く手掛け、PCエンジンへの移植作品には米光が手掛けた物が多い。近年では、アニメへの楽曲提供も行なっている。

## 手がけた主なアーティスト
- 広瀬香美
- 光GENJI
- 20th Century
- Coming Century
- Wink
- 桜田淳子
- 小泉今日子
- 森川美穂
- 小川範子
- 田山真美子
- 笠原弘子
- Berryz工房
- E.M.U
- チャーミースマイル&グリーンヘッド
- トワ・エ・モワ

など

## 手がけた主なテレビ番組
- ワンダービートS  劇伴（1986年）※溝口肇との連名
- 高速戦隊ターボレンジャー 主題歌・挿入歌編曲（1989年）
- 代表取締役刑事 劇伴（1990年）※服部隆之、矢野立美との連名
- 元気爆発ガンバルガー 主題歌編曲（1992年）
- 超力戦隊オーレンジャー 主題歌編曲（1995年）
- こちら葛飾区亀有公園前派出所（アニメ版） 劇伴（1996年）※佐橋俊彦との連名
- 超特急ヒカリアン 主題歌作編曲（1997年）
- テニスの王子様 楽曲提供（2004年）
- 魔法先生ネギま! 楽曲提供（2004年）

## 手がけた主なゲームミュージック
日本ファルコム（ファルコムレーベル）
- MUSIC FROM Ys（1988年）
- イースI・II（ハドソン・PCエンジン版、1989年）※2007年配信のWii・バーチャルコンソール版を含む
- パーフェクトコレクション
  - ドラゴンスレイヤー英雄伝説（1990年）
  - イース（1990年）
  - イースII（1990年）
  - イースIII（1991年）
  - ソーサリアンvol.1（1991年）
  - ソーサリアンvol.2（1991年）
  - ソーサリアンvol.3（1991年）
- イースIII（ハドソン・PCエンジン版、1991年）
- ドラゴンスレイヤー英雄伝説（ハドソン・PCエンジン版、1991年）※2007年配信のWii・バーチャルコンソール版を含む
- ドラゴンスレイヤー英雄伝説II（ハドソン・PCエンジン版、1992年）
- ファルコムスペシャルBOX'93（1992年）
- イースIV The Dawn of Ys（ハドソン・1993年）
- パーフェクトコレクション イースIV
  - vol.1（1994年）
  - vol.2（1994年）
  - vol.3（1994年）
- 白き魔女 もう一つの英雄伝説（ハドソン・セガサターン版、1998年）

コナミ
- ときめきメモリアル2
- ときめきメモリアル Girl's Side

ナムコ
- 女神転生I・II 召喚盤・合体盤』（1991年）※アレンジのみ
- ナムコ・ゲームサウンド・エクスプレスVol.4「ドラゴンセイバー」（1991年）※アレンジのみ
- ナムコット・ゲーム・ア・ラ・モード（1986年）
  - 「スペース ファンタジー（ギャラクシアンVSギャラガ スターラスター）※編曲
  - 「ヒット ゲーム スクランブル（パックマン／ディグダグ／スカイキッド）※編曲
- ナムコット・ゲーム・ア・ラ・モードⅡ（1988年）
  - 「ファミリースタジアム（アレンジバージョン）」※編曲
  - 「恋のダーク・ホース（『ファミリージョッキー』アレンジバージョン）」※編曲
  - 「ファミリーサーキット（アレンジバージョン) 」※編曲
  - 「ダンシング・ブービー（『ナムコクラシック』アレンジバージョン） 」※編曲
  - 「ファミリーボクシング（アレンジバージョン) 」※編曲
  - 「アドバンテージ・ラブ（『ファミリーテニス』アレンジバージョン）」※編曲
- ビデオ・ゲーム・グラフィティ（1986年）※全曲がアレンジバージョン 編曲
- ナムコ・ビデオゲーム・グラフィティvol.2（1987年）
  - 「ワンダーモモヴォーカルアレンジバージョン」※編曲
  - 「サンダーセプターアレンジバージョン」※編曲
  - 「妖怪道中記アレンジバージョン」※編曲
- ナムコ・ビデオゲーム・グラフィティvol.3（1988年）
  - 「ローリングサンダーアレンジバージョン」※編曲
  - 「トイポップアレンジバージョン」※編曲
- ナムコ・ビデオゲーム・グラフィティvol.4（1989年）
  - 「超絶倫人ベラボーマンヴォーカルアレンジバージョン」※編曲
  - 「ドラゴンスピリットアレンジバージョン」※編曲
- ナムコ・ビデオゲーム・グラフィティvol.7（1991年）
  - 「火縄丸数え歌（ピストル大名の冒険ヴォーカルアレンジバージョン）」※編曲
  - 「ドラゴンセイバー（化石）アレンジバージョン」※編曲
  - 「ドラゴンセイバー（地じん）アレンジバージョン」※編曲
- ナムコ・ビデオゲーム・グラフィティvol.10（1993年）
  - 「スティールガンナーアレンジバージョン」※編曲
  - 「魔Qでポン! 爆裂クイズ魔Q大冒険ヴォーカルアレンジバージョン」※編曲
  - 「コズモギャング・ザ・ビデオCOSMO MIX（1993年）※編曲

ADK
- ワールドヒーローズ2イメージアルバム』（1993年）※ドラゴン、フウマ、ディオテーマ